# Planet Punk Music
Planet Punk Music – wytwórnia płytowa założona w 2008 roku przez niemieckich DJi DJ Rocco i DJ Bass-T. Wytwórnia ma swoje sub wytwórnie w których wydawane są utwory z danych gatunków:
- Big Blind Music – electro house, dance, house
- High 5 Records – Hands Up
- Punq Records – Hardstyle, Jumpstyle

## Artyści

### Planet Punk Music[3]
- La-Chris
- Bryce
- Lolita
- Soraya
- G&G
- FM Audio

### Big Blind Music[4]
- Bastian Bates
- G&G
- Davis Redfield
- Sasha Dith(inne języki)
- Steve Modana
- Luca Bressan
- FM Audio
- Darren Bailie
- Peter Luts(inne języki)
- D-Jastic
- Ben Bedrock

### High 5 Records[5]
- Punk Freakz
- Jeckyll & Hyde
- Jasper
- Megasonic(inne języki)
- Rivendell
- Cruncher
- Rocco & Bass-T
- Chris Frame
- Jendrik De Ruvo
- Tripple Star
- Accuface(inne języki)
- Tom Mountain
- Enrico di Giorno
- CombiNation
- Future Breeze
- Scoon & Delore
- Mike De Ville
- Starbreeze

### Punq Records[6]
- Martial Hard
- Illuminatorz
- Art Of Punk